# Slaget på Hedgeley Moor
Slaget vid Hedgeley Moor, 25 april 1464, var ett slag under Rosornas krig.